# Banteay Srei
Banteay Srei (o Banteay Srey) es un templo camboyano del siglo X dedicado al dios hindú Shivá. Ubicado en la zona de Angkor en Camboya, declarado Patrimonio de la Humanidad por la Unesco en 1992, cerca de la colina de Phnom Dei, a 25 km al noreste del principal grupo de templos que en el pasado pertenecieron a las capitales medievales de Yasodharapura y Angkor Thom. Banteay Srei está construido principalmente de arenisca roja, un medio que permite en sí unas decorativas y elaboradas tallas en los muros que aún hoy en día pueden observarse. Los edificios en sí son miniaturas a escala, algo inusual cuando se les mide con el estándar de las construcciones de Angkor. Estos factores han hecho del templo uno extremadamente popular entre los turistas, y ha llevado a que sea ampliamente alabado como una «gema preciosa», o la «joya del arte jemer»."
Este templo es el único del complejo que fue construido por mujeres a finales del siglo X y dicen de él que es probablemente el más bonito de todos. Para su construcción se eligió una piedra de arenisca rojiza y aunque es un templo mucho más pequeño que los demás, es sin duda una visita obligatoria dentro de Angkor. Sus relieves y esculturas están trabajadas al detalle y entre sus muros se pueden contemplar figuras tridimensionales magníficamente conservadas.
Este templo hindú dedicado a Shiva es considerado la obra maestra dentro del arte clásico jemer y está formado por varios recintos en los que en sus frontales se pueden encontrar relieves narrativos que ilustran episodios de leyendas sagradas.